# Robert Moskal (biskup)
Robert Michaił Moskal (ur. 24 października 1937 w Carnegie, zm. 7 sierpnia 2022) – amerykański duchowny Kościoła katolickiego obrządku bizantyjsko-ukraińskiego, w latach 1981-1983 biskup pomocniczy Filadelfii, następnie w latach 1983-2009 eparcha Parmy. 

## Życiorys
Święcenia prezbiteratu przyjął 25 marca 1963 jako kapłan archieparchii Filadelfii, udzielił ich mu archieparcha Ambrozij Andrew Senyszyn OSBM. 3 sierpnia 1981 został mianowany biskupem pomocniczym macierzystej eparchii ze stolicą tytularną Agathopolis. Sakry udzielił mu w dniu 13 października 1981 archieparcha Stephen Sulyk, któremu towarzyszyli eparcha Stamford Basil Harry Losten oraz eparcha Chicago Innocent Hilarion Lotocky OSBM. 5 grudnia 1983 został przeniesiony na urząd biskupa diecezjalnego eparchii św. Jozafata w Parmie w stanie Ohio. Zajmował to stanowisko do 29 lipca 2009, kiedy to w wieku 71 lat przeszedł na emeryturę i przyjął status biskupa seniora. 